# Sport Club Americano
El SC Americano fue un equipo de fútbol de Brasil que jugó en el Campeonato Paulista, la primera división de la región de São Paulo.

## Historia
Fue fundado el 21 de marzo de 1903 en la ciudad de Santos, São Paulo e hizo su debut en el Campeonato Paulista en el año 1907, donde terminó en tercer lugar. De 1911 a 1916, el Americano no perdió ni un solo partido, donde ganó 15 y perdió 8, ganado el Campeonato Paulista en 1912 y 1913.
El club se mantuvo activo hasta su desaparición en el año 1916.

## Palmarés
- Campeonato Paulista: 2

1912, 1913